# Nahiara Díaz
Nahiara Díaz González (Caviahue, 25 de enero de 2004) es una atleta argentina de esquí de fondo que participó en los Juegos Olímpicos de Pekín 2022.

## Biografía
Nahiara Díaz nació y se crio en el pueblo Caviahue, situado en los Andes argentinos, cerca de la frontera con Chile. Empezó a esquiar a los seis años recreativamente con su familia. A los catorce años fue a su primera competición, con una escuela local de esquí. Después de dicha competición decidió empezar a contactar escuelas con más estructura para empezar a competir seriamente en el deporte.

## Carrera deportiva

### Principios su carrea
Su debut deportivo fue el 1 de enero de 2019 en un evento del FIS en Cerro Catedral. Es esa carrera compitió en la categoría de juvenil, y quedó quinta. En ese mismo evento compitió en seis diferentes carreras. La primera carrera en la cual ganó primer lugar fue en el Campeonato Nacional de Esquí de Lebanon en 2021. Su tiempo fue 17:30.0, 4,12.2 menos que el segundo puesto.

### Juegos Olímpicos de Pekín 2022
Es la más joven de seis competidores argentinos que fueron a los Juegos Olímpicos de Invierno de 2022 en Pekín. Díaz compitió en 2 carreras: en el clásico de 10 kilómetros y en el sprint estilo libre. Clasificó en el puesto 96 en la prueba final de cross country de esquí de fondo, con un tiempo de 40:30.8, 12 minutos con 24 segundos más que Therese Johaug. Terminó en el puesto 84 de 91 en el sprint estilo libre, con un tiempo de 4:05.46.